# Alejandro Granda Relayza
Alejandro Granda Relayza (Callao, 26 de novembre de 1898 - Lima, 3 de setembre de 1962) fou un cantant peruà, de la corda de tenor. Era fill de Vicente Granda i de Teresa Relayza.
La Temporada 1931-1932 va cantar al Gran Teatre del Liceu de Barcelona.

## Discografia
- Alessandro Granda: Arias and Songs
- Madama Butterfly: Granda, Pampanini, Vanelli.Chorus and Orchestra of La Scala, Milan Lorenzo Molajoli
- La Gioconda: Granda, Arangi-Lombardi, Rota.Chorus and Orchestra of La Scala, Milan Lorenzo Molajoli 1931